# Софиевка (Близнюковский район)
Софиевка (укр. Софіївка), село,
Башиловский сельский совет,
Близнюковский район,
Харьковская область.
Код КОАТУУ — 6320680506. Население по переписи 2001 г. составляет 81 (38/43 м/ж) человек.

## Географическое положение
Село Софиевка находится на правом берегу реки Самара, недалеко от места впадения в неё реки Гнилуша.
На противоположном берегу находится село Червоное, в 3-х км село Башиловка.

## История
- 1880 — дата основания.

## Экономика
- В селе есть молочно-товарная и свино-товарная фермы.

## Культура
- Школа.

## Экология
В 1,5 км от села проходит аммиакопровод.